# Franz Bucar (Sänger)

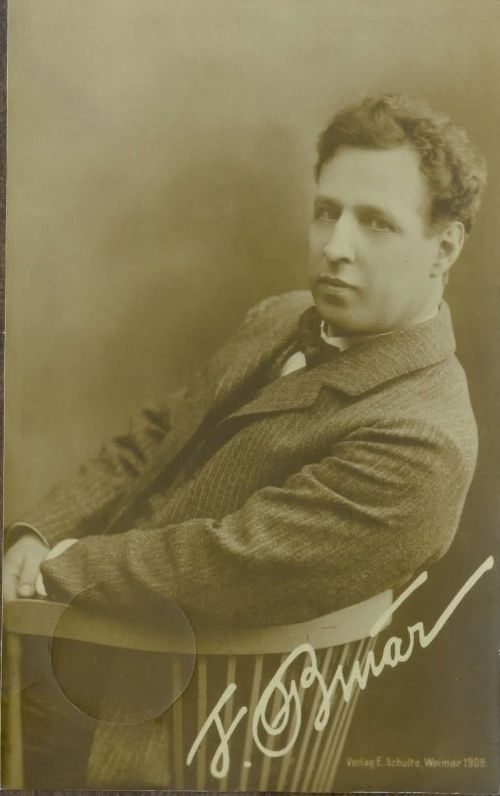
Franz Bucar

Franz Bucar de Petru, auch Fran Bučar und Franjo Bučar, (20. Januar 1861 in Adelsberg, Krain, Österreich-Ungarn – 25. November 1926 in Laibach, Banschaft Drau, Königreich Jugoslawien) war ein slowenischer Opernsänger (Tenor).

## Leben
Bucar, der Sohn eines Advokaten, war als Lehrer für Holzschnitzerei und Modellieren an der k.k. österreichischen Fachschule für Holzindustrie in Laibach tätig, bevor er sich nach einer entsprechenden Ausbildung dem Theater zuwandte. Er nahm Gesangsunterricht und trat bei Konzerten, zuerst im Chor, später auch als Solist, auf.
Anlässlich seiner Teilnahme an einer Dilettantenaufführung der Operette Des Löwen Erwachen fiel seine Stimme auf und man riet ihm, diese für die Bühne ausbilden zu lassen. 1889 verzichtete er auf sein Lehramt, vervollständigte seine musikalische Ausbildung bei Joseph Gänsbacher in Wien, bei Opernsänger Josef Leo in Prag und schließlich bei Maestro Gellio Benvenuto Coronaro in Mailand, und trat nach Beendigung seiner Studien 1892 sein erstes Engagement in Preßburg als „Troubadour“ an.
Danach suchte er sich noch ein Jahr in Olmütz weitere Bühnenpraxis zu erwerben, um 1894 einen Ruf Max Staegemanns ans Leipziger Stadttheater als lyrischer Tenor Folge leisten zu können. Er debütierte dort als „Canio“ und „Don Ottavio“. Nach zweijährigem Wirken erhielt er einen Ruf an das Hoftheater in Darmstadt (Antrittsrolle „Don José“ in Carmen). 1899 wechselte er an das Hofoperntheater nach Wien, dort blieb er bis 1902. Sein weiterer künstlerischer Lebensweg ist unbekannt. 
Er starb 1926 in Laibach.